# جريمة قتل غزالة خان
غزالة خان (بالدنماركية: Ghazala Khan)‏ (29 أكتوبر 1986 - 23 سبتمبر 2005) امرأة دنماركية من أصل باكستاني، اُطْلِق النار عليها وقتلت في الدنمارك من قبل شقيقها بعد أن تزوجت ضد إرادة الأسرة. وقد أمر والدها بقتل غزالة لإنقاذ شرف العائلة، مما جعلها «جريمة شرف». شارك تسعة أشخاص من أسرتها في تنظيم الجريمة وأداءها، وأدانتهم جميعًا من قِبل أوستري لاندزرت (المحكمة العليا لشرق الدانمرك) في 27 يونيو 2006 بشأن تهم القتل الخطأ ومحاولة القتل الخطأ (من زوجها).
كان هذا قرارًا ذو أهمية تاريخية، وهي المرة الأولى في أوروبا الغربية التي أدين فيها عدد كبير من أفراد العائلة في قضية «القتل دفاعًا عن الشرف». ومن المتوقع أن يكون لها تأثير رادع ملحوظ. وقال مانو سارين، وهو عامل شاب يساعد الفتيات في مواجهة الزيجات المدبرة: «سيكون لها تأثير وقائي. بعض العائلات قد تتخلى عن خطط مماثلة بسبب حكم اليوم».